# فرودگاه بین‌المللی کورتریک-وولگم
فرودگاه بین‌المللی کورتریک-وولگم  (به انگلیسی: Kortrijk-Wevelgem International Airport) یک فرودگاه همگانی با کد یاتا KJK است که یک باند فرود آسفالت دارد و طول باند آن ۱۸۳۸ متر است. این فرودگاه در کشور بلژیک قرار دارد و در ارتفاع ۲۰ متری از سطح دریا واقع شده است.